# ColdFusion Markup Language
ColdFusion Markup Language (CFM / CFML) je serverski skriptni jezik za označavanje za izradu dinamičkih web stranica koji se temelji na "tagovima". Ključne prednosti su: lagan za učenje, visoka produktivnost, sintaksa slična html-u, temeljen na Javi...

### Sintaksa
```
<cfset
 
pozdrav
 
=
 
"Hello world"
>
e>

&lt;
p
&gt;
<cfoutput>
#
pozdrav
#
</cfoutput>
&lt;
/p
&gt;

```